# کایدی کیویویا
کایدی کیویویا (استونیایی: Kaidi Kivioja؛ زادهٔ ۲۳ فوریهٔ ۱۹۹۳) ورزشکار ورزش سه‌گانه زن اهل استونی است.